# Майта Капак
Майта Капак (*Mayta Qhapaq, д/н —бл. 1320) — 4-й Капак Інка, володар міста-держави Куско бл. 1290–1320 років. Продовжував політику своїх попередників з розширення інкської держави, повністю підкоривши долину Куско. Створив культ винятковості Інки.

## Життєпис
Походив з династії Нижнього Куско. Син Льоке Юпанкі, Капаки (володаря) міста-держави Куско. Ще за життя батька брав участь у придушенні змови племені алькауїса, коли 10 вояків-алькауїсів намагалися вбити Льоке Юпанкі. Майта Капак з 2 товаришами знищив заколотників.
Близько 1290 року, після смерті батька, зійшов на трон. Того ж року остаточно розгромив плем'я алькауїс. Наступного року Майта Капак вийшов з 12 тисячами воїнів, до водорозділу великої лагуни Тітікака. За допомогою підготовлених плотів армія інків перейшло вдорозділ, підкоривши тутешні племена. Під час цього походу за деякими відомостями було підкорено місто-державу Тіауанако. Проте це був більш грабіжницький похід, який не закріпив за Куско ці землі.
Він майже без опору підкорив більшу частину області Хатунпакаса, що розташовувалася зліва від Десагуадеро. Проте тривалість цього підкорення невідома. після цього армія інків дійшла до міста-держави Какйавірі. Лише після запеклої битви Майті Капаку вдалося зламати супротив місцевих народів.
Капак Інка облаштував у своєму палаці Інтіканча в'язницю Санкауасі, де тримав або катував своїх ворогів з числа ворожих вождів племен або володарів сусідніх міст-держав.
Підкоривши ще низку селищ, розташованих у східному напрямку, до Анд, а потім, провівши у відпочинку два або три роки, Майта Капак намірився піти на захід від Куско, де знаходилася величезна територія під назвою Конті. На шляху йому знадобилося переправитися через велику річку, Апурімак, у зв'язку з чим Майта Капак вирішив звести міст чере цю річку. Після будівництва моста військо інків підкорила область Алька. Після цього вдалося захопити області Таурісмена, Котауасі, Пуматампу, Парівана Коча. Пройшовши незаселені землі, Капак Інка зайняв область Аруні, звідти він пройшов до Кольави, яка доходить до долини Арекіпа. Ця долина не мала мешканців, тому оцінивши плодючість і теплоту клімату, властиву цьому місцю, Майта Капак вирішив перевести туди значну кількість підкорених племен, відібравши більше 3 тисяч дворів і заснувавши 4-5 великих поселень.
Слідом за цим повернувся до своєї столиці Куско. Останні роки життя займався розбудовою міста та покращення економічного стану держави. Саме він почав твердо насаджувати культ бога-Сонця, з його ім'ям пов'язано і відновлення культу однойменного символу Сонця — золотого сокола Інті, доставленого в свій час в Куско Манко Капаком. Майта першим заснував спеціальну посаду Верховного жреця в державі — Уільяк Уму. Цю функцію вищого «ідеолога» Тауантінсую він передав своєму старшому синові.
Перед смертю оголосив своїм спадкоємцем сина Капака Юпанкі від єдиної законної дружини-сестри Мама Кука.

## Характеристика
Відповідно записів інків відрізнявся величезною силою, був своєрідним інкським Гераклом.